# Timaj (dijalog)
Timaj ili O metafizici je Platonov dijalog koji govori o stvaranju sveta od strane demijurga, boga stvoritelja.
Dakako kao što i sama riječ govori „demiurg“ je ponajprije rukotvorac, koji doduše nešto zgotovljava, ali za razliku od riječi teološkog nauka o stvaranju, ne stvara iz ničega. Božanski rukotvorac zgotovljava stvari prema uzoru ideja, čiji on tvorac nije. Ovdje je jasno da uzor prema kojem se ravna „demiurgovo“ djelovanje prije odgovara matematici pitagorovske astronomije. Demiurg oblikuje svjetsku dušu, ali što je sa ovom dušom po sebi? Ona nije niti princip života niti znanje, već izvor periodičkog, pravilnog kretanja koje uvijek ostaje isto, koje pripada zvijezdama i čija se bit može izraziti brojevima i njihovim odnosima.
Platon tvdi da svaki od osnovnih elemenata ima određeni geometrijski oblik:
|                   |                   |                  |                |  |
| Tetraedar (vatra) | Oktaedar (vazduh) | Ikosaedar (voda) | Kocka (zemlja) |  |